# Microchrysa scutellaris
Microchrysa scutellaris är en tvåvingeart som beskrevs av Friedrich Hermann Loew 1857. Microchrysa scutellaris ingår i släktet Microchrysa och familjen vapenflugor. Inga underarter finns listade i Catalogue of Life.